# Afijo

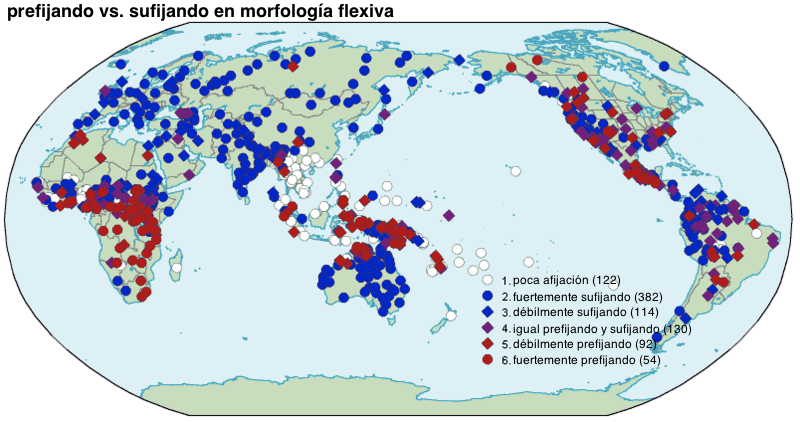
Sufijación y prefijación en las lenguas del mundo.

En morfología lingüística, los afijos son morfemas, normalmente de significado impreciso, que se añaden a una palabra o lexema para modificarla o formar una nueva palabra. Según su posición en la palabra resultante, se denominan prefijos si se anteponen, sufijos si se posponen, infijos o interfijos si se insertan, circunfijos si tiene varias partes que se anteponen y posponen a la vez (en procesos de parasíntesis). En la mayoría de lenguas, los afijos son fundamentales en la formación de palabras (afijos derivativos), y también en la flexión gramatical (afijos flexivos); no obstante también existen lenguas, principalmente las aislantes, que usan poco o nada los afijos. Algunos autores reservan el término afijo para los morfemas derivativos y utilizan el término desinencia para referirse a todos los morfemas flexivos. Otras denominaciones (Alvar y Pottier) son formantes constitutivos y formantes flexivos, respectivamente.
La palabra resultante al añadir uno o varios afijos debe tener siempre al menos un lexema o raíz, es decir, no se puede formar una palabra solo con afijos. La posibilidad de aumentar el número de palabras de una lengua por medio de los afijos derivativos u otros mecanismos se denomina productividad del lenguaje.

## De los afijos en español
En español se pueden reconocer ciertas categorías de afijos:
- Prefijos - van antepuestos a los lexemas; en español son átonos y no pueden alterar la categoría gramatical de la palabra. Sólo pueden ser morfemas derivativos. 
  - Ejemplos de prefijos: pre- (antes de); ante- (delante); post- (después de); extra (afuera); anti- (contrario o en contra de).
- Sufijos - van pospuestos a los lexemas; en español son tónicos y pueden alterar la categoría gramatical de la palabra o incluso su género si son sustantivos. Pueden ser morfemas flexivos. Por tanto, los sufijos del español se suelen clasificar según las categorías de la palabra resultante (sufijo sustantivo, adjetival, verbal, adverbial) y de la base de afijación (sufijo denominal, deadjetival, deverbal). 
  - Algunos ejemplos:
    - Sufijos sustantivos: cruel-dad (deadjetival), levant-amiento (deverbal), eleva-ción (deverbal)
    - Sufijos adjetivales: goz-oso (denominal), cant-ante (deverbal).
    - Sufijos verbales: fort-ificar (denominal y deadjetival).
    - Sufijos adverbiales: suave-mente.
- Interfijos - El término interfijo se suele reservar para designar aquellos afijos carentes de significado y átonos que aparecen entre la base y el afijo en algunas palabras: piec-ec-ito.
- Infijos, son afijos insertados dentro de la raíz de la palabra, rompiéndola en dos partes. En español existen formas analógicas en los nombres propios que satisfacen esta definición Carl-it-os, Luqu-it-as. En el léxico común, el español carece de infijos. El latín poseía un infijo -n- en las formas de presente de algunos verbos: vincere 'vencer' frente a victus 'vencido', rēlīnquere 'dejar atrás' (< *rē-leinkw-) frente a rēlīctus 'abandonado' (< *rē-leikw-tos).
- Circunfijos o morfos discontinuos, que son tipológicamente raros en las lenguas del mundo, ya que muy pocas lenguas posee circunfijos genuinos, como la negación verbal en guaraní. Algunos casos de doble afijación simultánea en español, en el proceso de parasíntesis han sido analizados como circunfijos por algunos autores.